# AS Industria Sârmei Câmpia Turzii
El AS Industria Sârmei Câmpia Turzii es un equipo de fútbol de Rumania que juega en la Liga IV, la cuarta división de fútbol en el país.

## Historia
Fue fundado en el año 1921 en la ciudad de Câmpia Turzii del distrito de Cluj y han tenido varios nombres a lo largos de su historia como Metanul, Energia, Mechel, Seso.
El periodo más exitoso del club ha sido bajo el nombre Metanul, periodo en el cual jugó dos temporadas en la Liga I y llegó a la final de la Copa de Rumania en 1956 donde perdió ante el Progresul Oradea con marcador de 0-2.
Posteriormente el club ha pasado con periodos inestables desde entonces que lo llevaron a desaparecer en 2013 a causa de problemas fiscales, aunque poco tiempo después el club fue refundado con su nombre actual.

## Nombres
| Nombre                              | Periodo       |
| ----------------------------------- | ------------- |
| Industria Sârmei Câmpia Turzii      | 1921–1950     |
| Metalul Câmpia Turzii               | 1950–1956     |
| Energia Câmpia Turzii               | 1956–1957     |
| Industria Sârmei Câmpia Turzii      | 1957–2008     |
| Mechel Câmpia Turzii                | 2008–2009     |
| Seso Câmpia Turzii                  | 2009–2013     |
| Industria Sârmei 1921 Câmpia Turzii | 2013–presente |

## Palmarés
- Liga II (1): 1951
- Liga III (5): 1937–38, 1971–72, 1977–78, 1981–82, 2000–01